# Liberalna demokratska stranka (Japan)
Liberalna demokratska stranka (jap. 自由民主党, Jiyū-Minshutō), skraćenog naziva LDP (eng. Liberal Democratic Party) ili Jimintō (jap. 自民党) je desna konzervativna stranka i najveća stranka u Japanu. Na vlasti je gotovo neprekidno od osnivanja 1955. godine. Najveći rival je opozicijska socijalno liberalna stranka Demokratska stranka Japana. 
Na posljednjim japanskim izborima 2005. godine za Zastupnički dom Japanskog Dieta LDP je postigao najuvjerljiviju pobjedu na poslijeratnim izborima osvojivši 296 zastupnika od ukupno 480 koliko ih ima u donjem domu Dieta. S koalicijskim partnerom Novom Komeito strankom ima dvotrećinsku većinu u Zastupničkom domu te po japanskom ustavu može vladati bez pristanka Vijećničkog doma, gornjeg doma Dieta.

## Povijest
Liberalna demokratska stranka nastala je 1955. godine spajanjem tadašnje dvije glavne opozicijske stranke Liberalne stranke (jap. 自由党, Jiyutō) i Japanske demokratske stranke (jap. 日本民主党, Nihon Minshutō). Želja je bila da se ujedinjenjem dvije desne konzervativne stranke stvori jaka stranka koja bi mogla pobijediti tada popularnu Socijalističku stranku. Stranka je dobila naredne izbore 1955. godine te je vladala Japanom bez prekida sve do 1993. godine.
Stranka je na svim izborima od 1955. dobila većinu glasova dok su opoziciju činile lijeve stranke: Japanska socijalistička stranka i Japanska komunistička stranka. U devedestim godinama 20. stoljeća otkriveno je da je američka CIA od 1950-ih do 1970-ih godina u jeku hladnog rata financirala LDP želeći spriječiti dolazak na vlast ljevičarske stranke, japanske socijaliste i komuniste.
U 60-im godinama stranku vodi Eisaku Satō koji je ujedno u periodu od 1964. do 1972. i japanski premijer. Krajem 1970-ih stranka stagnira, iako se uspjeva održati na vlasti brojni korupcijski skandali naštetili su ugledu stranke te opozicija jača. Godine 1976. zbog još jednog korupcijskog skandala koji je uključivao američku tvrtku za proizvodnju vojne opreme Lockheed skupina mlađih zastupnika napušta stranku i osniva Novi liberalni klub koji je 1986. ponovno apsorbiran u LDP. Polovicom 80-ih premijer je Yasuhiro Nakasone za čije vladavine ponovno jača japanski nacionalizam.
Stranka je do 1990-ih bila na vlasti gotovo četiri desetljeća što je omogućilo stabiliziranje stranačkih članova na brojnim političkim pozicijama što je za posljedicu imalo korupciju. Ipak LDP se može smatrati zaslužnim za posljeratni ekonomski razvitak koji se naziva Japansko čudo te stvaranje japanske srednje klase. LDP se uspio održati na vlasti zahvaljujući savezu brojnih grupa poput zemljoradnika, državne birokracije i velikih gospodarskih subjekata.  
Stranka 1993. nakon još jednog korupcijskog skandala gubi vlast nakon neprekinute 38-godišnje vladavine. Novu vladu formira odpadnička skupina LDP koja se naziva Japanska preporoditeljska stranka s još nekim manjim strankama. Nova vlada gubi većinu u Dietu 1994. godine kada LDP formira novu vladu s Japanskom socijalističkom strankom, svojim dugogodišnjim glavnim rivalom. LDP se tako vraća na vlast ali premijersko mjesto mora prepustiti socijalistima koji tako dobivaju prvog premijera u gotovo 50 godišnjem postojanju stranke. 
LDP se 1996. godine vraća na vlast kao ponovno najjača stranka. Godine 1998. osniva se Demokratska stranka Japana kao jaka opozicijska stranka i rival vladajućem LDP-u. Na izborima za Zastupnički dom 2003. godine LDP osvaja 237 mjesta, a opozicijski DPJ 177 zastupničkih mjesta, najviše od osnivanja, ozbiljno ugrozivši vladajući LDP. 
Stranka ipak ostaje na vlasti do danas u koaliciji s budističkom konzervativnom Novom Komeito strankom. Sadašnji premijer Yasuo Fukuda član je i predsjednik LDP kao i dva prethodna japanska premijera Shinzo Abe i Junichiro Koizumi. Na japanskim izborima 2005. za Zastupnički dom LDP je ostvario uvjerljivu pobjedu osvojivši 296 mjesta od ukupno 480 te sa svojim koalicijskim partnerom budističkom konzervativnom Novom Komeito strankom ima dvotrećinsku većinu u donjem domu te može vladati bez gornjeg Vijećničkog doma u kojem od 2007. većinu ima DPJ. 

## Vanjske poveznice
- Službene stranice  Arhivirana inačica izvorne stranice od 28. siječnja 2007. (Wayback Machine)